# 久志訓練場
久志訓練場 (くしくんれんじょう 英語 Kushi Training Area) はかつて沖縄県名護市字久志にあった米軍基地。沖縄返還協定に記載された施設番号は FAC6112。使用実績もなく、1974年3月31日には返還された。

## 概要
1960年頃、 当時の久志村長と米軍との間の合意で、米海兵隊の水陸両用部隊の上陸訓練場として提供される。しかし、ほとんど使用実績のない非軍用地であったため問題となり、復帰後の1974年3月31日には返還された。
- 所在地：名護市字久志
- 面積：約85,000㎡
- 使用目的: 訓練場
- 水域: 北緯26度31分31秒、東経128度00分28.5秒の点と、北緯26度30分16秒、東経128度00分30.7秒の点の間の陸岸から磁方位094度の方角に700メートル以内の水面域

以下、1972年5月15日の久志訓練場に関して合意された合意文書 872 では、陸上では年間72日、水域では120日を超えない機関で使用できると規定した。

## 「返還協定了解覚書」問題
1971年6月の日米合意「沖縄返還協定」は、地元の自治体や沖縄県の存在なくして日米間で取り決められたため、「了解覚書」として出来上がったものには、正確には軍用地ではなかったものも含まれ、大きな動揺を生んだ。それはつまり、「核抜き本土並み」とモットーを掲げた日米合意の名のものとで、新たに日本側から米軍側に基地として提供される状況が7事案 (安波訓練場、川田訓練場、瀬高訓練場、久志訓練場、屋嘉訓練場、浮島訓練場、前島訓練場) 発生したということだった。

## 返還
1974年3月31日に全返還された。